# Nicklas Bendtner
Nicklas Bendtner (ur. 16 stycznia 1988 w Kopenhadze) – duński piłkarz występujący na pozycji napastnika w norweskim klubie Rosenborg oraz w reprezentacji Danii. Wychowanek Kjøbenhavns Boldklub, w swojej karierze grał także w takich zespołach jak Arsenal, Birmingham City, Sunderland, Juventus F.C., VfL Wolfsburg, Nottingham Forest, Rosenborg BK oraz FC Kopenhaga. Dnia 1 stycznia 2020 zakończył piłkarską karierę.

## Statystyki kariery
(aktualne na dzień 7 września 2016)
| Klub                   | Sezon              | Liga               | Liga  | Liga   | Puchar kraju | Puchar kraju | Puchar ligi | Puchar ligi | Europa | Europa | Inne  | Inne   | Suma  | Suma   |
| Klub                   | Sezon              | Liga               | Mecze | Bramki | Mecze        | Bramki       | Mecze       | Bramki      | Mecze  | Bramki | Mecze | Bramki | Mecze | Bramki |
| ---------------------- | ------------------ | ------------------ | ----- | ------ | ------------ | ------------ | ----------- | ----------- | ------ | ------ | ----- | ------ | ----- | ------ |
| Arsenal                | 2005/06            | Premier League     | 0     | 0      | 0            | 0            | 3           | 0           | 0      | 0      | –     | –      | 3     | 0      |
| Birmingham City (wyp.) | 2006/07            | Championship       | 42    | 11     | 2            | 0            | 4           | 2           | –      | –      | –     | –      | 48    | 13     |
| Arsenal                | 2007/08            | Premier League     | 27    | 5      | 2            | 1            | 5           | 1           | 6      | 2      | –     | –      | 40    | 9      |
| Arsenal                | 2008/09            | Premier League     | 31    | 9      | 5            | 2            | 2           | 2           | 12     | 2      | –     | –      | 50    | 15     |
| Arsenal                | 2009/10            | Premier League     | 23    | 6      | 0            | 0            | 1           | 1           | 7      | 5      | –     | –      | 31    | 12     |
| Arsenal                | 2010/11            | Premier League     | 17    | 2      | 5            | 4            | 5           | 3           | 5      | 0      | –     | –      | 32    | 9      |
| Arsenal                | 2011/12            | Premier League     | 1     | 0      | 0            | 0            | 0           | 0           | 0      | 0      | –     | –      | 1     | 0      |
| Sunderland (wyp.)      | 2011/12            | Premier League     | 28    | 8      | 2            | 0            | 0           | 0           | –      | –      | –     | –      | 30    | 8      |
| Juventus F.C. (wyp.)   | 2012/13            | Serie A            | 8     | 0      | 1            | 0            | –           | –           | 1      | 0      | –     | –      | 10    | 0      |
| Arsenal                | 2013/14            | Premier League     | 9     | 2      | 1            | 0            | 2           | 0           | 2      | 0      | –     | –      | 14    | 2      |
| VfL Wolfsburg          | 2014/15            | Bundesliga         | 18    | 1      | 2            | 0            | –           | –           | 8      | 4      | –     | –      | 28    | 5      |
| VfL Wolfsburg          | 2015/16            | Bundesliga         | 13    | 2      | 1            | 1            | –           | –           | 4      | 0      | 1     | 1      | 19    | 4      |
| Nottingham Forest      | 2016/17            | Championship       | 0     | 0      | 0            | 0            | 0           | 0           | –      | –      | –     | –      | 0     | 0      |
| Ogólnie w karierze     | Ogólnie w karierze | Ogólnie w karierze | 217   | 46     | 21           | 8            | 22          | 9           | 45     | 13     | 1     | 1      | 306   | 77     |

## Sukcesy
Juventus
- Mistrzostwo Włoch: 2012/13

VfL Wolfsburg
- Puchar Niemiec: 2014/15
- Superpuchar Niemiec: 2015

Indywidualne
- Duński Piłkarz Roku do lat 17: 2004
- Duński Talent Roku: 2007
- Duński Piłkarz Roku: 2009